# ژیووراد یفتیچ
ژیووراد یفتیچ (انگلیسی: Živorad Jevtić؛ ۲۷ دسامبر ۱۹۴۳ – ۸ اوت ۲۰۰۰) بازیکن فوتبال اهل یوگسلاوی بود.
از باشگاه‌هایی که در آن بازی کرده‌است می‌توان به باشگاه فوتبال ستاره سرخ بلگراد اشاره کرد.
وی همچنین در تیم ملی فوتبال یوگسلاوی بازی کرده‌است.